# Euphorbia joyae
Euphorbia joyae es una especie fanerógama perteneciente a la familia Euphorbiaceae. Es endémica de África oriental.

## Descripción
Es un arbusto leñoso muy ramificado, que alcanza un tamaño  de 2,5 m de altura, hojas alternas, a veces fasciculados, panduriformes a obovadas, de 5 x 3 cm, con la base redondeada.

## Ecología
Se encuentra en Kenia en los suelos arenosos y de grava lavadas, con matorrales abiertos de Acacia-Commiphora, a una altitud de 180-750 metros.
Es una especie cercana de Euphorbia jatrophoides.

## Taxonomía
Euphorbia joyae fue descrita por P.R.O.Bally & S.Carter y publicado en Kew Bulletin 40: 820. 1985.
Etimología
Euphorbia: nombre genérico que deriva del médico griego del rey Juba II de Mauritania (52 a 50 a. C. - 23), Euphorbus, en su honor – o en alusión a su gran vientre –  ya que usaba médicamente Euphorbia resinifera. En 1753 Carlos Linneo asignó el nombre a todo el género.
joyae: epíteto otorgado en honor de Joy Adamson (1810-1880) naturalista austriaca, esposa de George Adamson.